# 苏阿勒
苏阿勒（法語：Soual，法語發音：[swal]），法国南部城市，奥克西塔尼大区塔恩省的一个市镇，隶属于卡斯特尔区，其市镇面积为26.27平方公里，2022年1月1日时人口数量为2,649人，在法国城市中排名第4,197位。
苏阿勒位于塔恩省南部，是一个区域性的中心城市和交通枢纽，多条公路在此交汇。

## 地名来源
“Soual”一名的来源存在争议，该名称可能出自同名日耳曼人名，亦可能出自拉丁语“Suellus”，后者意为“泥泞的水塘”。
苏阿勒所处区域历史上曾通行奥克语，“Soual”在奥克语维基百科及Openstreetmap中对应的拼写为“Soal”。

## 历史

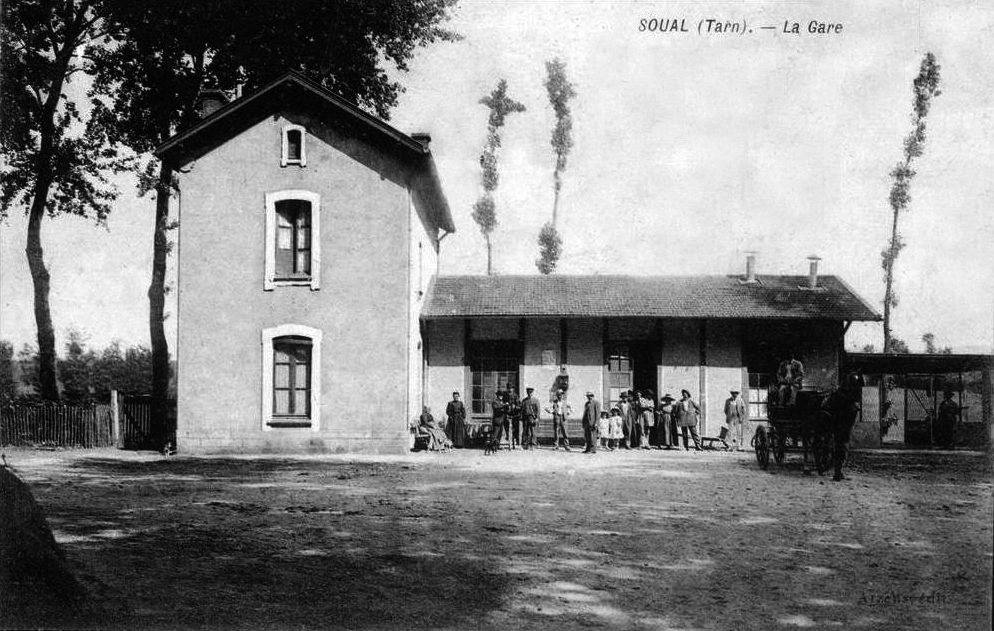
1900年的苏阿勒火车站

苏阿勒的早期历史尚不清楚。根据当地官方网站的论述，苏阿勒于中世纪中期形成聚落，并在中世纪中后期成为圣雅各之路上的一个驿站。17世纪时，一座横跨索尔河的桥梁在苏阿勒建成。1702年，苏阿勒遭遇了一场特大洪水，当地的城墙及部分房屋被冲毁。法国大革命后，苏阿勒成为塔恩省的一个市镇。1827年，莱斯塔普（Lestap）整体并入苏阿勒。工业革命期间，苏阿勒成为卡斯泰尔诺达里—罗德兹铁路和图卢兹—卡斯特尔铁路的交汇点，但途径此地的铁路线在二战初期均已关闭。自20世纪中期以来，苏阿勒人口数量逐年增加，当地出现了多处新兴居民区。

## 地理

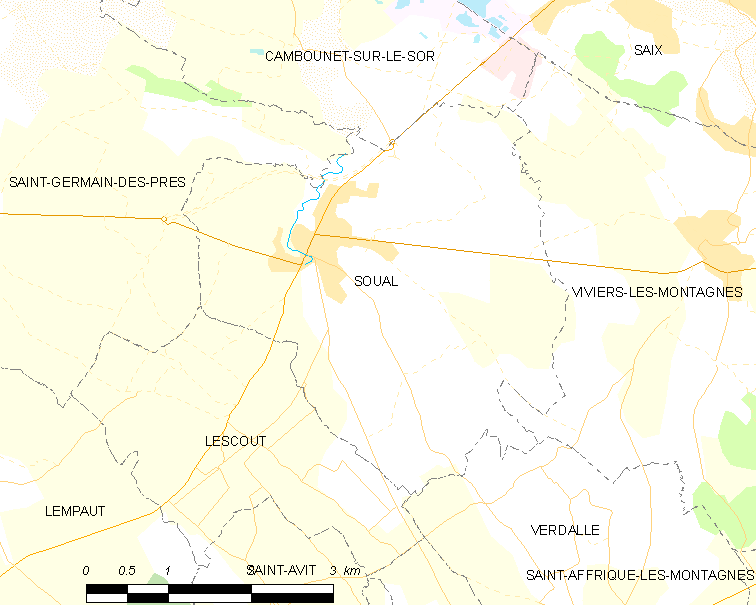
苏阿勒市镇范围地图

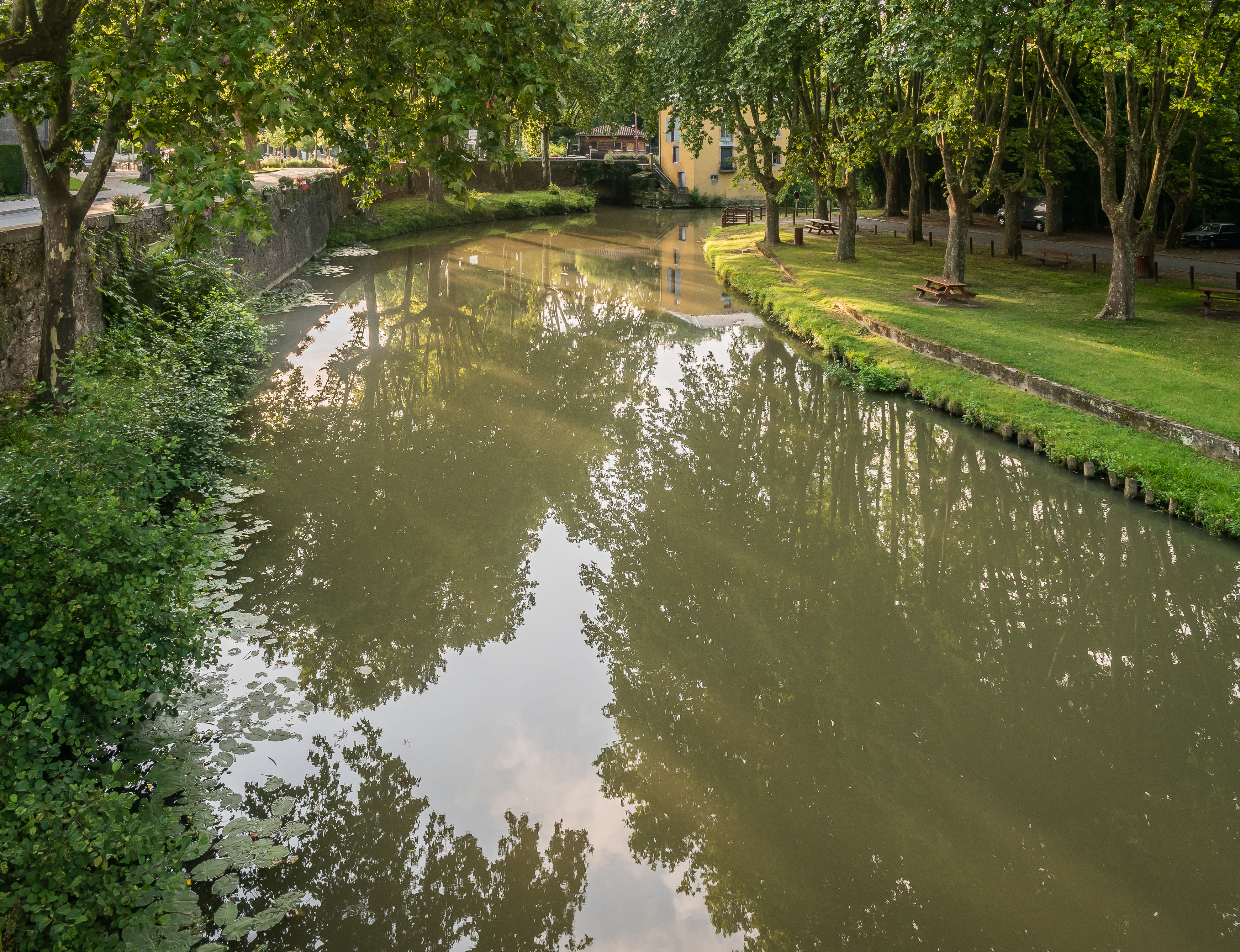
索尔河苏阿勒段

苏阿勒位于法国南部，奥克西塔尼大区中部和塔恩省南部，距离省会阿尔比大约48公里。与苏阿勒接壤的市镇包括：索尔河畔康布内、圣日耳曼代普雷、维维耶莱蒙塔涅、莱斯库和韦尔达勒。

### 地形
苏阿勒位于阿基坦盆地东部边缘，卡斯特赖地区腹地，境内以平原和浅丘为主，市镇中心地势较为平坦，全境海拔在163到220米之间。

### 水文
苏阿勒位于加龙河流域范围内。索尔河自南向北流经镇中心，其右岸支流桑溪（ruisseau de Sant）在镇中心与之交汇。

### 植被
苏阿勒属于温带阔叶混交林区，林地多分布于河流附近。
在鲜花城市的评比中，苏阿勒被评为1星级鲜花城市。

### 气候
苏阿勒在柯本气候分类法中属于带有大陆性特征的温带海洋性气候（Cfb）。

## 行政区划
苏阿勒的市镇编号为81289，邮政编号为81580。
在行政管理方面，苏阿勒隶属于法国奥克西塔尼大区塔恩省卡斯特尔区；在地方选举方面，苏阿勒隶属于勒帕斯泰勒县，其市镇范围全境被划入塔恩省第三选区；在社会管理方面，苏阿勒是索尔河-阿古河市镇公共社区的组成部分。
截至2023年7月，苏阿勒市镇范围内暂无任何城市敏感街区及城市政策优先街区。
法国国家统计与经济研究所（简称）在进行数据统计时，将苏阿勒及相邻的另外7个市镇设为卡斯特尔城市核心区，并将包括核心区在内的周边共28个市镇划为卡斯特尔城市区。自2020年起，卡斯特尔城市区被包含55个市镇的卡斯特尔城市辐射区代替。此外，还将苏阿勒市镇整体看作一个“块区”（IRIS），以便于统计人口分布情况。

## 交通

### 公路
法国国道N126线和塔恩省省道D14线、D148线、D621线、D622线、D926线在苏阿勒境内交汇。奥克西塔尼大区下属的城际客运提供巴士线路，可前往卡斯特尔、勒韦勒等地。
2019年，80.4%的苏阿勒家庭拥有至少一辆私人汽车。2021年，苏阿勒境内共发生各类交通事故1起，造成1人受伤。
| 17 | 55 |

| 21 | 38 |

| 阿尔比 | 53 |

| 卡斯特尔 | 12 |

| 图卢兹 | 60 |

| 马扎梅 | 25 |

| 卡斯泰尔诺达里 | 35 |

| 勒韦勒 | 15 |

### 铁路
苏阿勒站原为卡斯泰尔诺达里—罗德兹铁路和图卢兹—卡斯特尔地方铁路的交汇点，这两条铁路苏阿勒附近的路段均已废弃，苏阿勒火车站亦已被拆除。
距离苏阿勒最近的运营中的客运铁路车站为10公里外的阿古河畔维耶勒米尔站，该站停靠往返于图卢兹和马扎梅一线的区域列车。

### 航空
距离苏阿勒最近的民用航空站为16公里外的卡斯特尔-马扎梅机场。

### 城市公共交通
截至2023年7月，苏阿勒暂无城市公共交通系统。

## 政治

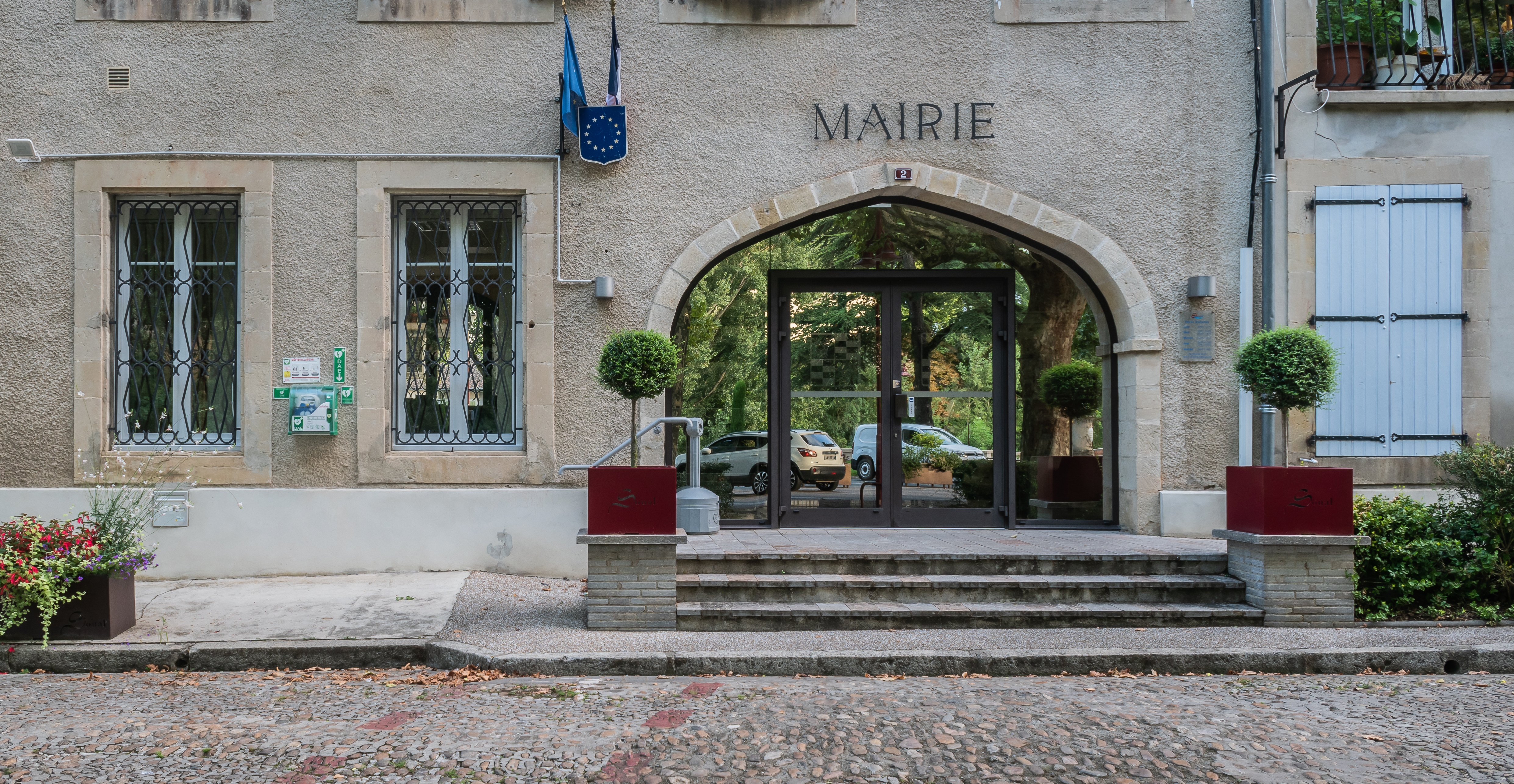
苏阿勒市政厅

苏阿勒的现任市长为让-吕克·阿利贝尔先生（Jean-Luc ALIBERT），他是一名无党派人士，在2020年的市政选举中获得了75.72%的支持率。
在2022年的法国总统大选中，法国极右翼政党国民阵线主席玛丽娜·勒庞在苏阿勒获得了58.22%的支持率。

## 人口
2020年，苏阿勒市镇人口数量为2,627，在法国排名第4,197位。其中男性1,268人，女性1,354人，75岁及以上人口占10.1%，外籍人口数量为42人，人口密度为185人/平方公里，当地居民被称为（男性）或（女性）。2020年，苏阿勒境内出生24人，死亡人口19人。
| 苏阿勒1901年－2020年人口变化情况 |
|                                  |
| 数据来源：Cassini、INSEE         |

## 经济
苏阿勒是一个区域性的中心城市。截至2023年7月，苏阿勒市镇范围内共有各类用人单位（包含自雇）400家，平均历史为15年，其中99.53%为中小型企业（PME），2023年5月至7月间，当地的经济活力指数为0。（零售）、（集体餐饮）及（养殖）是当地2021年营业额最高的三个企业，分别为27,342,389欧元、3,275,288欧元和2,800,403欧元。

## 财政与居民收入
2021年，苏阿勒的财政收入总额为1,526,950欧元，财政支出总额为1,346,490欧元，当年的债务总额为1,495,850欧元。2021年，苏阿勒市镇通过增值税获得84,640欧元的收入。
2019年，苏阿勒的人均月收入总额为1,957欧元，其中高级职员为3,382欧元，低于法国平均水平（4,230欧元）；中级职员为2,448欧元，高于法国平均水平（2,411欧元）；普通职员为1,660欧元，低于法国平均水平（1,740欧元）。
2019年，苏阿勒境内的贫困率为13%，青壮年（15至64岁）失业率为16.5%；当地37.9%的家庭拥有纳税资格，平均纳税2,420欧元，低于法国平均水平（4,393欧元）。

## 社会事务

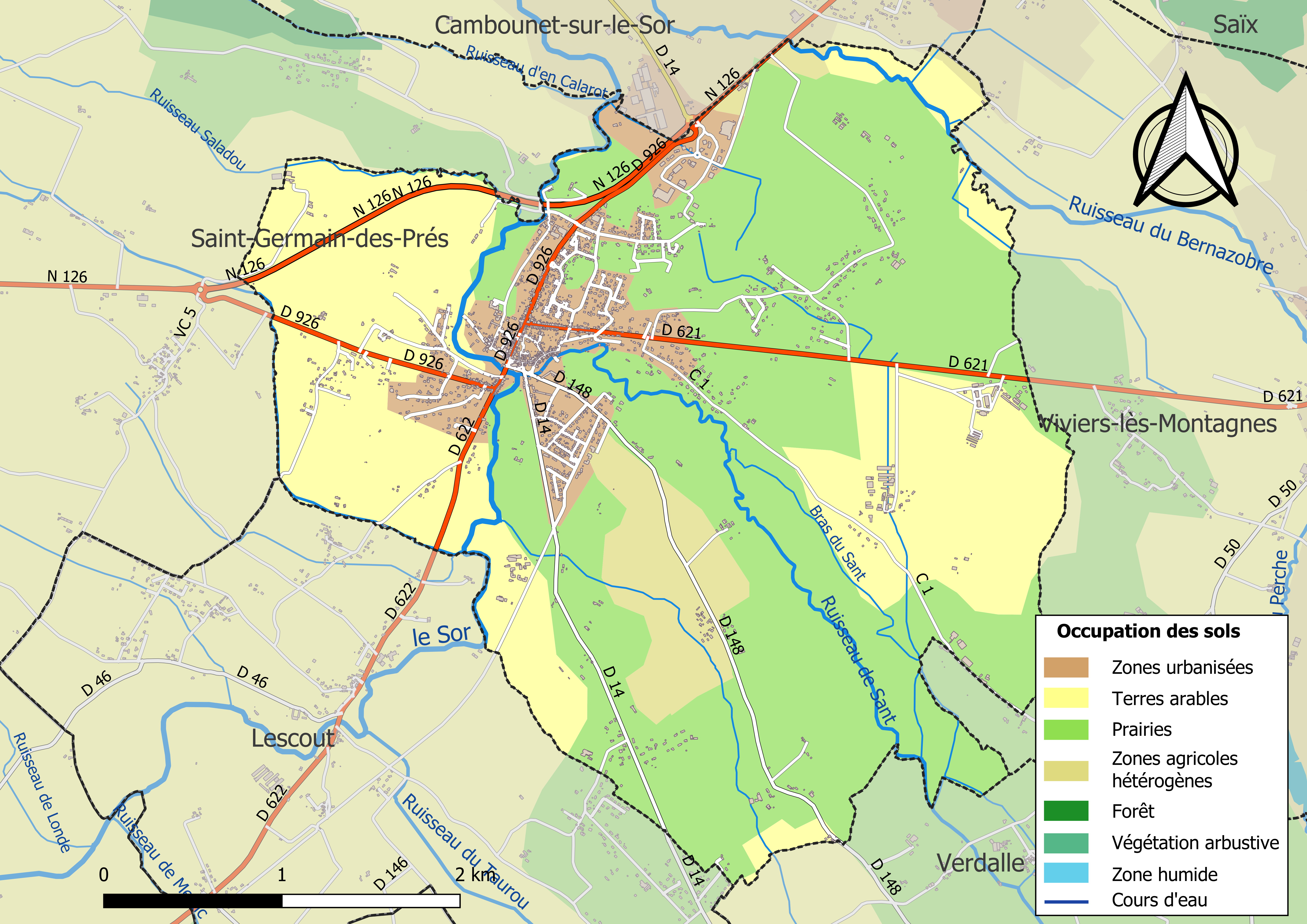
苏阿勒土地利用情况地图

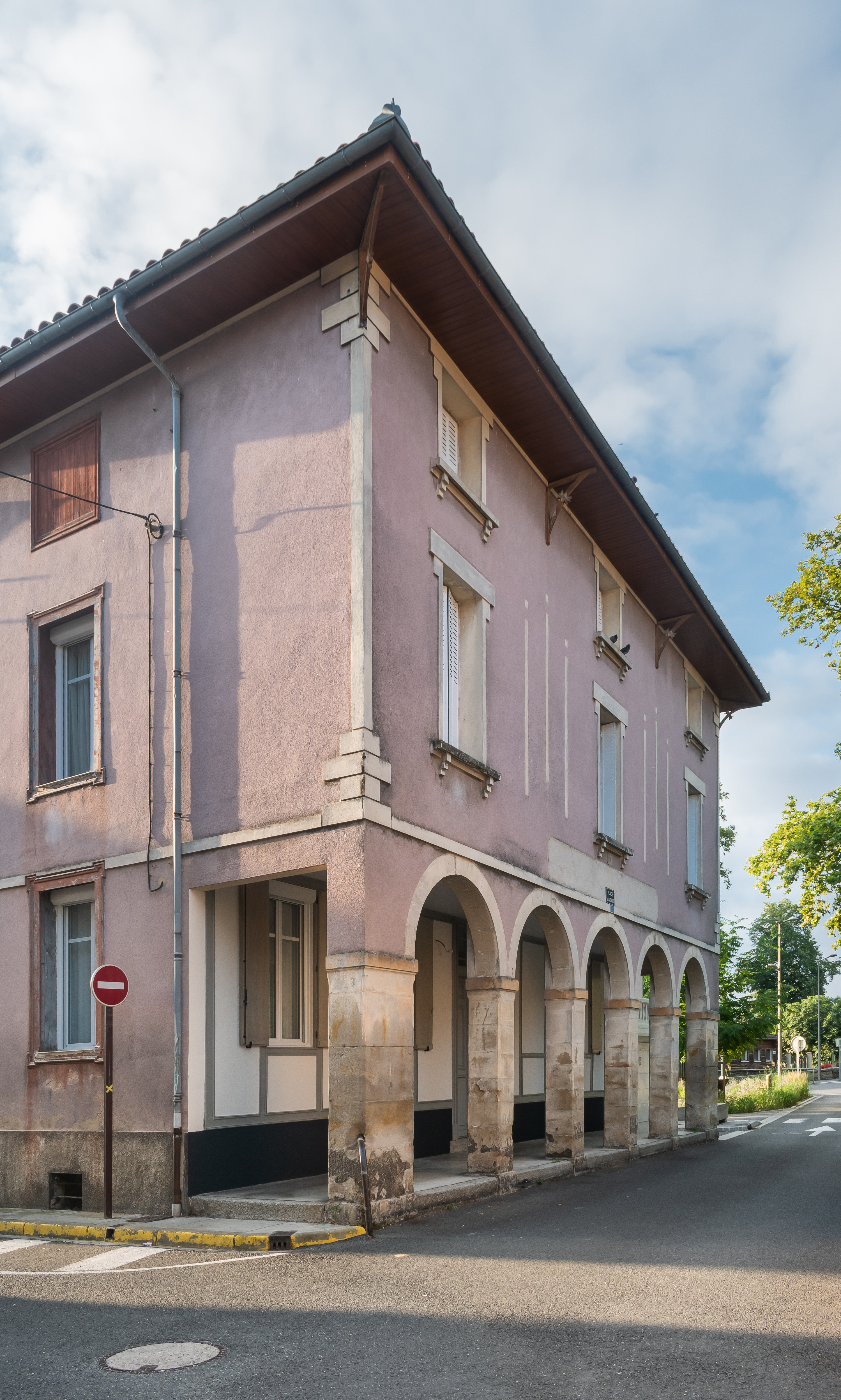
拱廊广场

### 教育
苏阿勒属于图卢兹学区。截至2021年1月1日，苏阿勒境内共有1所小学。

### 医疗
截至2021年1月1日，苏阿勒境内共有全科医生3名、保健师9名、牙医2名、护士7名和助产士1名。境内共有药房1家、残疾人帮扶中心2家。
距离苏阿勒最近的区域性医疗机构为卡斯特尔-马扎梅市际中心医院（Centre Hospitalier Intercommunal Castres-Mazamet），其主病区位于卡斯特尔市区，距离苏阿勒市区的正常车程大约19分钟，该院设有床位375个，是当地规模最大的公立综合性医院。

### 住房
2019年，苏阿勒境内共有各类住房1,253套，其中83.6%为独立式居民区，13.0%为集中式居民区。常住房屋占苏阿勒市镇范围内居民建筑总量的90.3%。
在住房保障政策方面，2021年，苏阿勒境内共有235户家庭获得了住房经济补助，受益人数占总人口数量的8.9%，其中214份为房租补助。

### 商业
2021年，苏阿勒境内共有各类实体商铺56家，其中餐厅9家、大型超市3家、杂货店1家、银行门店1家、美容美发店3家、汽车维修店8家。市区北部建有一家Super U购物商场。

### 体育
2021年，苏阿勒境内共有1间体育馆、1处网球场以及1处足球或橄榄球场。
截至2023年7月，欧唐体育俱乐部（US Autan，编号582638）是苏阿勒境内唯一的一家注册足球俱乐部，该足球队成立于2018年，其主队2023至2024赛季参加塔恩省足球联赛乙组（法国第十级别），其主场为拉巴洛尼球场（Stade de La Balonie）。

### 环境
苏阿勒的环境事务由其所属的索尔河-阿古河市镇公共社区联合各级政府协调负责。2021年，苏阿勒境内暂无污染企业。

### 治安
苏阿勒及其附近的共126个市镇是卡斯特尔国家宪兵队的管辖范围。2020年，该宪兵队累计记录各类案件2,960起，其中盗窃类案件1,205起，经济类案件423起，毒品交易类案件222起。

## 文化

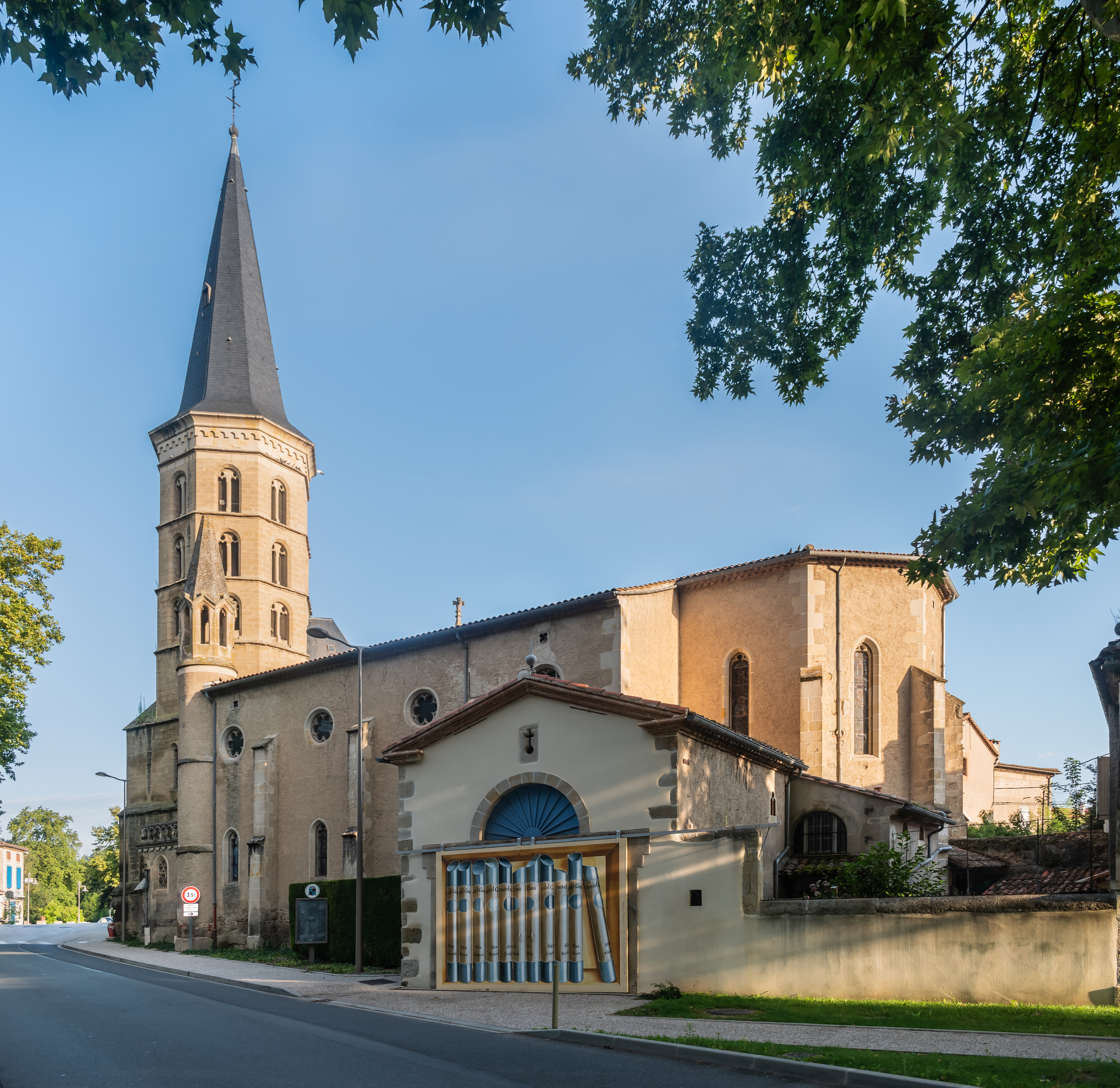
圣西戈莱娜教堂

2021年，苏阿勒境内暂无任何文化设施。苏阿勒境内建有尼科尔·勒费夫尔多媒体中心（Médiathèque Nicole Lefebvre），每周二至六向公众开放。

### 建筑
苏阿勒境内有多处历史建筑，其中圣西戈莱娜教堂（Église Sainte-Sigolène de Soual）是当地的地标性建筑物。

### 旅游
苏阿勒的旅游事务由其所属的索尔河-阿古河市镇公共社区负责。2022年，苏阿勒境内暂无任何游客接待设施。

### 媒体
法国主要的媒体均可在苏阿勒接收，法国电视三台下属的奥克西塔尼大区频道在部分时段播出苏阿勒所在塔恩省的地方新闻。《南部追寻》、《自由塔恩周报》、RADIOM、蓝色法兰西奥克西塔尼广播等是当地主要的地方性媒体。

## 友好城市
截至2023年7月，苏阿勒共与一座城市建立了友好城市关系：
- 西班牙 卡拉夫